# Riccardo Lorenzone
Riccardo Lorenzone (Domodossola, 5 novembre 1976) è uno sciatore d'erba italiano.
È un atleta italiano che ha gareggiato nella coppa del mondo.

## Palmarès

### Mondiali sci d'erba
- 7 medaglie:
  - 1 oro (supergigante a Rettenbach 2009;
  - 3 argenti (combinata a Castione della Presolana 2003; supergigante a Dizin 2005); supercombinata a Rettenbach 2009);
  - 3 bronzi (supergigante a Castione della Presolana 2003; slalom a Orlickych Horach 2007; slalom a Rettenbach 2009).

### Mondiali juniores sci d'erba
- 1 medaglia:
  - 1 bronzo (slalom a Arzberg 1995).

### Campionati Italiani di sci d'erba
- 5 volte campione italiano.

### Coppa del Mondo di sci d'erba
- 23 Podi
  - 2 vittorie;
  - 12 secondi posti;
  - 9 terzi posti;

#### Coppa del Mondo - vittorie
| Data              | Luogo          | Paese  | Disciplina     |
| ----------------- | -------------- | ------ | -------------- |
| 1º settembre 2007 | Forni di Sopra | Italia | Combinata      |
| 7 settembre 2008  | Forni di Sopra | Italia | Supercombinata |